# Международный фестиваль военного кино имени Ю. Н. Озерова
Международный фестиваль военного кино имени Ю. Н. Озерова (МФВК им. Ю. Н. Озерова) — кинофестиваль, проводимый с 2003 года в разных городах России. С 2016 года неизменно проходит в Туле.
Главный приз фестиваля — статуэтка «Золотой меч».
В 2011—2020 годах фестиваль входил в государственную программу «Патриотическое воспитание граждан Российской Федерации».
В 2020 году из-за пандемии COVID-19 фестиваль впервые прошёл в онлайн-формате.
Владимир Путин и Дмитрий Медведев в приветственных телеграммах неоднократно отмечали, что за время своего существования фестиваль завоевал признание профессионалов; выполняет важную миссию по содействию воспитанию подрастающего поколения в духе гражданственности и патриотизма, уважения к героическим страницам истории России.

## Основные номинации
- Гран-при за лучший фильм
- За лучшую режиссуру
- За лучший сценарий
- За лучшую мужскую роль
- За лучшую женскую роль
- За лучшую мужскую роль второго плана
- За лучшую женскую роль второго плана
- За лучшую работу оператора
- За лучший сериал
- За лучший дебют
- За лучшие спецэффекты
- Приз зрительских симпатий
- Гран-при за лучший документальный фильм
- Специальный приз за вклад в развитие военного кино
- Специальный приз имени Евгения Родионова
- Приз зрительских симпатий

## Хронология фестиваля
| №     | Год                  | Место проведения | Примечания |
| ----- | -------------------- | ---------------- | ---------- |
| I     | 2003                 | Чебоксары        | [ 7 ]      |
| II    | 2004                 | Чебоксары        | [ 8 ]      |
| III   | 2005                 | Москва           | [ 9 ]      |
| IV    | 2006                 | Санкт-Петербург  | [ 10 ]     |
| V     | 2007                 | Краснодар        | [ 11 ]     |
| VI    | 2008                 | Москва           | [ 12 ]     |
| VII   | 2009                 | Ростов-на-Дону   | [ 13 ]     |
| VIII  | 2010                 | Брянск           | [ 14 ]     |
| IX    | 2011                 | Рязань           | [ 15 ]     |
| X     | 2012                 | Москва           | [ 16 ]     |
| XI    | 2013                 | Тула             | [ 17 ]     |
| XII   | 2014                 | Севастополь      | [ 18 ]     |
| 2015  | Братислава, Словакия | Варна, Болгария  |            |
| XIII  | 2015                 | Калининград      | [ 19 ]     |
| XIV   | 2016                 | Тула             | [ 20 ]     |
| XV    | 2017                 | Тула             | [ 21 ]     |
| XVI   | 2018                 | Тула             | [ 22 ]     |
| XVII  | 2019                 | Тула             | [ 23 ]     |
| XVIII | 2020                 | Тула             | [ 24 ]     |
| XIX   | 2021                 | Тула             | [ 25 ]     |
| XX    | 2022                 | Тула             | [ 26 ]     |
| XXI   | 2023                 | Тула             | [ 27 ]     |
| XXII  | 2024                 | Тула             |            |